# Myrmarachne lulengana
Myrmarachne lulengana är en spindelart som beskrevs av Roewer 1965. Myrmarachne lulengana ingår i släktet Myrmarachne och familjen hoppspindlar. Inga underarter finns listade i Catalogue of Life.